# Japan ved sommer-OL 1928
Japan deltager i Sommer-OL 1928. 40 sportsudøvere, 39 mænd og en kvinde fra Japan deltog i syv sportsgrene under Sommer-OL 1928 i Amsterdam. Japan kom på en 15. plads med to guld-, to sølv- og en bronzemedalje.

## Medaljer
| 1928 Amsterdam | Guld | Sølv | Bronze | Total |
| Japan          | 2    | 2    | 1      | 1     |

## Medaljevindere
| Japan Japan under OL 1928 i Amsterdam | Japan Japan under OL 1928 i Amsterdam                    | Japan Japan under OL 1928 i Amsterdam | Japan Japan under OL 1928 i Amsterdam | Japan Japan under OL 1928 i Amsterdam |
| Medaljer                              | Udøver                                                   | Sport                                 | Øvelse                                | Resultat                              |
| ------------------------------------- | -------------------------------------------------------- | ------------------------------------- | ------------------------------------- | ------------------------------------- |
| Guld                                  | Mikio Oda                                                | Atletik                               | Trespring, mænd                       | 15,21 meter                           |
| Guld                                  | Yoshiyuki Tsuruta                                        | Svømning                              | 200 m bryst, mænd                     | 2.48,8                                |
| Sølv                                  | Kinue Hitomi                                             | Atletik                               | 800 meter, damer                      | 2.17,6                                |
| Sølv                                  | Hiroshi Yoneyama Nobuo Arai Tokuhei Sada Katsuo Takaishi | Svømning                              | 4 x 200 m fri, mænd                   | 9.41,4                                |
| Guld                                  | Katsuo Takaishi                                          | Svømning                              | 100 meter fri, mænd                   | 1.00,0                                |